# Tschuikowa (Kursk)
Tschuikowa (russisch Чуйкова) ist ein Dorf (derewnja) in der Oblast Kursk in Russland. Es gehört zum Rajon Kursk und zur Landgemeinde (selskoje posselenije) Bessedinski selsowjet.

## Geographie
Der Ort liegt gut 13 km Luftlinie südöstlich des Oblastverwaltungszentrums Kursk im südwestlichen Teil der Mittelrussischen Platte, 3,5 km vom Sitz des Dorfsowjet – Bessedino, 101 km vor Grenze zwischen Russland und der Ukraine, am Fluss Rat (rechter Nebenfluss des Seim).

### Klima
Das Klima im Ort ist wie im Rest des Rajons kalt und gemäßigt. Es gibt während des Jahres eine erhebliche Niederschlagsmenge. Dfb lautet die Klassifikation des Klimas nach Köppen und Geiger.

## Bevölkerungsentwicklung
| Jahr | Einwohner |
| ---- | --------- |
| 2002 | 81        |
| 2010 | ▼59       |

Anmerkung: Volkszählungsdaten

## Verkehr
Tschuikowa liegt 3,5 km vor Fernstraße föderaler Bedeutung R-298 (Kursk – Woronesch – R22 Kaspi; ein Teil der Europastraße E38), an der Straße interkommunaler Bedeutung 38N-259 (R-298 – Belomestnoje – Kuwschinnoje) und 5,5 km von der nächsten Eisenbahnhaltestelle Saplawa (Eisenbahnstrecke Kljukwa – Belgorod) entfernt.
Der Ort liegt 115 km vom internationalen Flughafen von Belgorod entfernt.